# Söhne Mannheims
Söhne Mannheims (esp. hijos de Mannheim) es un grupo de música constituido en la ciudad de Mannheim, Alemania. Tanto la constitución como el número de miembros han ido variando a través del tiempo. El grupo se compone actualmente de 14 músicos, cuando la banda se creó eran 17.

## Historia de la banda
Después de la ruptura de Xavier Naidoo el grupo se mantuvo sin movimiento. Tiempo después en el 2000 salió su primer álbum de estudio Zion, que contenía además del sencillo Geh davon aus otros hits de la banda. Después de diversos proyectos individuales de los miembros de la banda, estos se reencontraron en el estudio de grabación para registrar el álbum Noiz. Su segundo hit exitoso fue Und wenn ein Lied, con el cual obtuvieron en invierno de 2005 el segundo puesto en las listas de música de Alemania. De sus conciertos salió además un álbum en vivo llamado Power of the Sound. El 12 de junio de 2007 la banda salió de gira por clubes en Europa comenzando en Bélgica y terminando en Bielefeld, Alemania. Durante la tanda de conciertos la banda presentó inclusive algunas canciones del entonces planeado álbum Iz On. Las entradas para sus conciertos en Alemania, Austria y Suiza se agotaron completamente.  El 10 de marzo de 2007 los Söhne Mannheims dieron nuevamente 6 conciertos en Alemania bajo el título Zwischenräume - Zweiklang im Einklang con la Orquesta sinfónica del SWR. Finalizaron con el concierto en su ciudad natal Mannheim el 17 de marzo de 2007.
La banda toca en distintos estilos musicales para que no sea posible clasificarlos en una única categoría o género musical. Ellos hacen soul, gospel, reggae, rock y baladas. El álbum Noiz contiene una versión a cappella del Padre Nuestro. Muchas de sus canciones contienen mensajes religiosos.
En el 2007 lanzaron el álbum Söhne, Mond und Sterne (esp. Hijos, luna y estrellas). En este ensamblado cada miembro de la banda aportó una canción propia. La intención fue mostrar cuantos estilos musicales realmente ellos representan.
Su nuevo álbum Iz On con el estilo acostumbrado salió el 10 de julio de 2009. Algunas de las canciones que el álbum contiene habían sido previamente depuradas durante su gira en el 2007 y en los conciertos y festivales del 2008. El lanzamiento del álbum había sido planeado para el 2008, pero fue aplazada debido a la grabación de su MTV Unplugged. El concierto Wettsingen in Schwetzingen fue grabado en el Teatro Rokoko del castillo de Schwetzingen, Alemania. En septiembre salió el álbum doble, y en octubre el DVD doble.
En agosto de 2008 la banda ascendió al primer lugar de los charts alemanes con su sencillo Das hat die Welt noch nicht gesehen(esp. Eso no lo ha visto el mundo todavía), una canción que habla sobre la invisibilidad del amor, y que a pesar de eso es algo muy bello y preciado.

## Discografía

### Álbumes
| Año                    | Título                                     | Posiciones | Posiciones | Posiciones | Observaciones                                         |
| Año                    | Título                                     | [ 1 ]      | [ 2 ]      | [ 3 ]      | Observaciones                                         |
| ---------------------- | ------------------------------------------ | ---------- | ---------- | ---------- | ----------------------------------------------------- |
| Álbumes de estudio     |                                            |            |            |            |                                                       |
| 2000                   | Zion                                       | 4          | 3          | 13         | Publicación: 18 de diciembre de 2000 Ventas: 300.000  |
| 2004                   | Noiz                                       | 1          | 1          | 4          | Publicación: 28 de junio de 2004 Ventas: 600.000      |
| 2009                   | Iz On                                      | 3          | 4          | 4          | Publicación: 10 de julio de 2009 Ventas:              |
| 2011                   | Barrikaden von Eden                        | 2          | 2          | 2          | Publicación: 13 de mayo de 2011 Ventas:               |
| 2014                   | ElyZion                                    | 9          | 4          | 9          | Publicación: 21 de febrero de 2014 Ventas:            |
| Álbumes en vivo        |                                            |            |            |            |                                                       |
| 2005                   | Power of the Sound                         | 1          | 1          | 5          | Publicaciób: 8 de agosto de 2005 Ventas: 200.000      |
| 2008                   | Wettsingen in Schwetzingen - MTV Unplugged | 1          | 2          | 1          | Publicación: 19 de septiembre de 2008 Ventas: 300.000 |
| Álbumes recopilatorios |                                            |            |            |            |                                                       |
| 2007                   | Söhne, Mond und Sterne                     | –          | 55         | –          | Publicación: 31 de agosto de 2007 Ventas:             |

### Sencillos
| Año  | Título                                                                         | Posiciones | Posiciones | Posiciones | Observaciones                                         |
| Año  | Título                                                                         | [ 5 ]      | [ 2 ]      | [ 3 ]      | Observaciones                                         |
| ---- | ------------------------------------------------------------------------------ | ---------- | ---------- | ---------- | ----------------------------------------------------- |
| 2000 | Wir haben euch noch nichts getan Zion                                          | –          | –          | –          | Publicación: 2000 Ventas: –                           |
| 2000 | Geh' davon aus Zion                                                            | 2          | 11         | 8          | Publicación: 22 de octubre de 2000 Ventas:            |
| 2001 | Dein Glück liegt mir am Herzen Zion                                            | 55         | –          | –          | Publicación: 5 de febrero de 2001 Ventas:             |
| 2001 | Power of the Sound Zion                                                        | 98         | –          | –          | Publicación: 11 de junio de 2001 Ventas:              |
| 2003 | Mein Name ist Mensch Familienalbum                                             | 50         | –          | –          | Publicación: 1 de diciembre de 2003 Ventas:           |
| 2004 | Vielleicht Noiz                                                                | 9          | 5          | 23         | Publicación: 31 de mayo de 2004 Ventas:               |
| 2004 | Dein Leben / Babylon System Noiz                                               | 42         | 41         | 58         | Publicación: 13 de septiembre de 2004 Ventas:         |
| 2004 | Und wenn ein Lied Noiz                                                         | 2          | 2          | 3          | Publicación: 27 de diciembre de 2004 Ventas: +150.000 |
| 2005 | Wenn du schläfst Noiz                                                          | 21         | 27         | 29         | Publicación: 16 de mayo de 2005 Ventas:               |
| 2005 | Zurück zu dir Power of the Sound                                               | –          | –          | 75         | Publicación: No fue publicado Sin copias físicas      |
| 2008 | Das hat die Welt noch nicht gesehen MTV Unplugged – Wettsingen in Schwetzingen | 1          | 4          | 3          | Publicación: 8 de agosto de 2008 Ventas:              |
| 2009 | Iz On                                                                          | 15         | 56         | 67         | Publicación: 26 de junio de 2009 Ventas:              |
| 2009 | Ich wollt nur deine Stimme hörn Iz On                                          | 14         | 37         | –          | Publicación: 28 de agosto de 2009 Ventas:             |

### DVD
| Año  | Título                                   | Observaciones                                       |
| ---- | ---------------------------------------- | --------------------------------------------------- |
| 2005 | Power of the Sound (en vivo)             | Publicación: 8 de agosto de 2005 Ventas: 70.000     |
| 2008 | Wettsingen in Schwetzingen MTV Unplugged | Publicación: 21 de noviembre de 2008 Ventas: 75.000 |

## Premios
- Goldene Stimmgabel  (2001) en la categoría especial Mejor banda Hip-Hop.
- Echo (premio de música)  (2005) en la categoría Mejor banda Rock-Pop nacional.
- Comet (premio de música)  (2005) para Noiz en la categoría Mejor Álbum.
- Comet (premio de música)  (2005) para Und wenn ein Lied in der Kategorie Mejor canción de descarga.
- Goldene Stimmgabel (2005) en la categoría Mejor banda Pop.